# Kasb
Mit Kasb (arabisch كسب ‚Aneignung‘) bezeichnet man in der islamischen Theologie ein Konzept zur Verhältnisbestimmung von menschlicher Freiheit und göttlicher Allmacht, welches auf Abū l-Hasan al-Aschʿarī (gest. 935 in Bagdad; Begründer der Aschʿarīya) zurückgeht. Die Aneignungslehre geht von dem Alleinschöpfertum Gottes aus, d. h. alles Schöpfen (chalq) wird von Gott gewirkt, aber dem Menschen zur Verfügung gestellt. Der handelnde Mensch eignet sich so das jeweilige Schaffen Gottes an.

„Die Lehre von der „Aneignung der Handlungen“ (kasb, iktisab) will das Verhältnis der menschlichen Handlung zur Gottheit bestimmen und die richtige Mitte treffen zwischen der alles umfassenden Kausalität und Prädestination Gottes und der Freiheit der Menschen. Sie besagt: jede menschliche Handlung ist wie jedes Geschehnis in der physischen Welt durch den ewigen Willen Gottes bestimmt. Der Mensch muß sie also vollbringen. Die Handlung ist ihm durch eine höhere Macht aufgezwungen (vgl. dazu die inhaltlich identische Lehre der Stoa). Seine Freiheit besteht nur darin, daß er dieser Handlung zustimmt, sie gleichsam ‚annimmt‘.“

Die Muʿtazila, eine andere theologische Schule, bestreitet das Alleinschöpfertum Gottes und schreibt auch dem Menschen eine eingeschränkte Schaffensfähigkeit und einen freien Willen zu. Der kasb-Lehre wird hingegen vorgeworfen, dass Gott dann auch als Schöpfer alles Bösen angesehen wird. Die Hanbaliten schließlich berufen sich auf das Qadar, die göttliche Vorherbestimmung.